# ایستگاه ناناایمو
ایستگاه ناناایمو (انگلیسی: Nanaimo station) یک ایستگاه نیمه مرتفع در اسکای‌ترین سیستم حمل و نقل سریع مترو ونکوور اسکای‌ترین (ونکوور) است. این ایستگاه در خیابان ناناایمو بین خیابان وننس و خیابان ۲۴ شرقی در ونکوور، بریتیش کلمبیا، کانادا واقع شده‌است. این ایستگاه نام خود را از خیابان ناناایمو گرفته‌است، که نام آن از شهر نانایمو در جزیره ونکوور گرفته شده‌است. این ایستگاه که بر روی یک تپه قرار دارد، منظره ای از سمت غرب و مرکز شهر ونکوور را برای سواران فراهم می‌کند.